# Simon Koiner
Simon Karl Koiner (* 3. November 1921 in Pöls; † 29. Dezember 1994 ebenda) war ein österreichischer Landwirt, Multifunktionär und Politiker (ÖVP).
Vom 23. April 1968 bis zum bis 30. Juni 1980 gehörte er dem steirischen Landtag in vier aufeinanderfolgenden Gesetzgebungsperioden als Landtagsabgeordneter an und war in ebendieser Zeit vom 4. Juli 1980 bis zum 16. Dezember 1983 Landesrat der Referate Agrar- und Wohnbauwesen in den Landesregierungen Josef Krainer junior I und II.

## Leben und Wirken
Simon Koiner wurde am 3. November 1921 als Sohn des Landwirten Simon Koiner (vulgo Derflinger bzw. Dörflinger; * 3. Oktober 1889 in Pöls; † 21. September 1960 ebenda), Besitzer und Bewirtschafter des Derflingergutes, und dessen Ehefrau Maria (geborene Suttnigg; * 17. März 1898 in Mühlen; † 28. September 1956 im LKH Judenburg) in der damals noch eigenständigen obersteirischen Gemeinde Pöls geboren und am folgenden Tag auf den Namen Simon Karl getauft. Seine Eltern hatten am 1. Februar 1921 in Pöls geheiratet. Sein Vater war neben seiner landwirtschaftlichen Tätigkeit unter anderem von 1921 bis 1947 Obmann der Raiffeisenkasse Pöls-Oberkurzheim. Am 30. Juni 1931 wurde Simon Koiner in Neumarkt gefirmt. Nach dem Besuch der Volksschule von 1927 bis 1931 besuchte Koiner von bis 1935 das Abteigymnasium Seckau. In weiterer Folge kam er ans Francisco Josephinum in Wieselburg-Land, maturierte dort 1939 mit Auszeichnung und erhielt bald darauf den Ingenieurstitel. Danach war er am elterlichen Hof (Pölshof 7) beschäftigt, ehe er am 1. Oktober 1940 zum Kriegsdienst einberufen wurde. An der russischen Front wurde er während des Deutsch-Sowjetischen Krieges 1942 schwer verwundet, wurde 1944 wieder an der Front eingesetzt und kehrte zum Ende des Zweiten Weltkrieges im Jahre 1945 als Leutnant heim. Nach Kriegsende kehrte er wieder an den elterlichen Hof zurück und übernahm die Landwirtschaft 1955 – ein Jahr vor dem Tod der Mutter und fünf Jahre vor dem Ableben des Vaters. Am 2. Juli 1949 hatte er standesamtlich in Pöls eine Relindis Kohlbacher (1924–2019) geheiratet; die kirchliche Trauung erfolgte in Seckau. Aus der Ehe mit seiner Frau entstammen vier Kinder.
Bereits früh war er als Lokalpolitiker und als landwirtschaftlicher Interessenvertreter tätig. 1950 war er Gründungsobmann des Bunds steirischer Landjugend im Bezirk Judenburg und bekleidete das Amt eines Kammerobmanns der Judenburger Bezirkskammer für Land- und Forstwirtschaft. Ab 1960 fungierte er als Kammerrat der Landeskammer für Land- und Forstwirtschaft in der Steiermark und leitete in den Jahren von 1964 bis 1971 als Obmann die Bezirksbauernkammer Judenburg. Danach wurde er im Dezember 1971 zum Präsidenten der Landeskammer für Land- und Forstwirtschaft in der Steiermark gewählt, hatte diese Position von 1971 bis 1980 inne und amtierte zudem ab 1971 auch als Vizepräsident der Präsidentenkonferenz der Landwirtschaftskammern Österreichs.
Im Jahre 1950 zog der damals 28-Jährige in den Pölser Gemeinderat ein, war dort von 1950 bis 1952 und nochmal von 1955 bis 1967 Mitglied und bekleidete zudem von 1960 bis 1965 das Amt des zweiten Vizebürgermeisters der obersteirischen Gemeinde. Als Mitglied der Österreichischen Volkspartei zogen Simon Koiner und Johann Lautner als Nachrücker für Friedrich Schaffer und Franz Wegart am 23. April 1968 in den steirischen Landtag ein. Diesem gehörte er in weiterer Folge bis zu seinem frühzeitigen Ausscheiden während der IX. Gesetzgebungsperiode (bis 30. Juni 1980) in vier verschiedenen Gesetzgebungsperioden (VI., VII., VIII. und IX.) als Landtagsabgeordneter an und war Mitglied in einer Reihe von Ausschüssen. Als Agrarpolitiker erwarb er sich etwa Verdienste um das Steiermärkische Landwirtschaftsförderungsgesetz (StLWFöG). Im Mai 1971 löste er Josef Wallner an der Spitze des Steirischen Bauernbundes, dessen nationalliberalem Flügel er angehörte, ab, nachdem er bereits 1970 Vizepräsident des Österreichischen Bauernbundes geworden war. Sein Amt als Präsident des Steirischen Bauernbundes hatte er bis 1984 inne. Nach dem Rücktritt von Friedrich Niederl wurde am 4. Juli 1980 die Landesregierung Josef Krainer junior I vom steirischen Landtag ernannt; Koiner war darin Landesrat für Agrarwesen und Wohnbauförderungen. Nach der Landtagswahl 1981 blieb Koiner weiterhin Landesrat und schied während der laufenden Amtszeit am 16. Dezember 1983 aus der Landesregierung Josef Krainer junior II aus.
Auch im Genossenschaftswesen bekleidete der Multifunktionär führende Positionen und war von 1974 bis 1989 Obmann des Raiffeisenverbands Steiermark. Ab 1975 war er auch in der Raiffeisen-Landesbank Steiermark engagiert und fungierte von 1984 bis 1987 als deren Obmann. In den Jahren 1974 bis 1988 war er Generalanwaltstellvertreter und von 1988 bis 1990 Generalanwalt an der Spitze des Österreichischen Raiffeisenverbands. Unter Koiners Leitung wurden bei Raiffeisen Strukturmaßnahmen zur Vorbereitung eines Beitritts zur Europäischen Union durchgeführt.
Am 29. Dezember 1994 starb Koiner 73-jährig auf seinem Bauernhof in Pölshof (vulgo Hofer).

## Familie
Der 1952 geborene Sohn Simon ist Inhaber der in Knittelfeld ansässigen Fahrschule Koiner und war Präsident des Europäischen Automobil- und Verkehrsclubs (EUAC). Dessen 1991 geborener Sohn Simon war Mitarbeiter im Büro des steirischen Landeshauptmanns Hermann Schützenhöfer und ist seit 1. Jänner 2022 Geschäftsführer der Volkskultur Steiermark GmbH, einer 100-prozentigen Tochter des Landes Steiermark.
Ebenfalls zur Verwandtschaft zählt Sabine Koiner, ehemalige Vizebürgermeisterin und ÖVP-Ortsparteiobfrau der Gemeinde Pöls-Oberkurzheim.

## Auszeichnungen und Ehrungen (Auswahl)
Zeitlebens wurde Simon Koiner vielfach geehrt, erhielt unter anderem den Berufstitel Ökonomierat verliehen und war 1981 Empfänger der Raiffeisennadel in Gold. Des Weiteren wurde ihm der Ehrenring des Landes Steiermark, die höchste Auszeichnung, die vom Land Steiermark vergeben wird, verliehen.